# 柚乃りか
柚乃 りか（ゆずの りか、1998年7月30日 - ）は、日本のグラビアアイドル。キャッチコピーは「令和のデカ尻クイーン」。

## 経歴
18歳で上京。メイド喫茶や地下アイドルの経験を経て2021年グラビア活動を開始。2024年6月、フリーランスとなる。2024年9月25日に、「ケツがデカすぎて税金とられそう」と題されたポストでバズりSNSのフォロワーが急増。2025年3月10日現在、X（旧Twitter）のフォロワーは12万人を突破している。
2025年2月1日（土）に開催された第1回「週刊実話ザ・タブーSP撮影会」にて、昼の部MVPを獲得。
2025年5月24日に開催された、『夜の漫画家桂正和トークイベント第三弾』にゲストとして出演。『I"s』葦月伊織のコスプレを披露した。
2025年7月7日発売の「週刊プレイボーイ29号」に掲載された企画『2025年夏場所　次世代グラドル美尻番付』では東の横綱に選出。

## 人物
布袋寅泰と桂正和の大ファン。
- 布袋寅泰の影響でギターを始め、現在もギターを所有している。
- 桂正和は小学生の頃にウイングマンを知って以来の大ファン。特にウイングマンに対する思い入れは深く、年の離れた妹の名前を考える際、ウイングマンの登場人物から取った名前を提案し、採用されたほど[8]。

1980年代のカルチャーを好んでおり、同世代の子と話が合わないことが多いとのこと。
心霊現象やオカルトが好きで、高校時代には毎日心霊スポットに行っていた時期もある。

## 作品

### イメージビデオ
夏崎りか名義
- 夏恋（2022年2月25日発売、スパイスビジュアル）[10]
- あまがみ夏模様（2022年5月24日発売、エアーコントロール）[11]
- 誘惑のりか（2023年5月26日発売、竹書房）[12]

柚乃りか名義
- えちえち心理カウンセラーのケツがデカすぎて税金とられそうな件（2025年4月10日発売、ラインコミュニケーションズ）[13]
- 肉感接写（2025年8月29日発売、竹書房）[14]

### 写真集（デジタル）
- GzPressNo.891　柚乃りか（2024年10月3日発売、GzPRESS）[15]

- GzPressNo.897　柚乃りか（2024年10月17日発売、GzPRESS）[16]

- GzPressNo.903　柚乃りか（2024年10月31日発売、GzPRESS）[17]

- GzPressNo.909　柚乃りか（2024年11月14日発売、GzPRESS）[18]

- GzPressNo.915　柚乃りか（2024年11月28日発売、GzPRESS）[19]

- GzPressNo.921　柚乃りか（2024年12月12日発売、GzPRESS）[20]

- GzPressNo.927　柚乃りか（2024年12月26日発売、GzPRESS）[21]

- Girl’s Room 柚乃りか 前編 家で撮っていいですか？（2024年11月11日発売、PMW INC.）[22]

- Girl’s Room 柚乃りか 後編 家で撮っていいですか？（2025年1月28日発売、PMW INC.）[23]

### ウェブサイト
- ヤンチャンWEB グラビア（2024年11月7日、2024年11月14日、2024年11月21日更新分、秋田書店）[24]

## 出演

### イベント
- 夜の漫画家桂正和トークイベント第三弾(2025年5月24日) - ゲストとして出演。『I"s』葦月伊織のコスプレで登場。[5]

### ウェブ配信
- 不思議大百科（2025年5月26日配信分、Youtube）- ゲスト出演[25]

- 不思議大百科（2025年6月6日配信分、Youtube）- ゲスト出演[26]

- 島田秀平のお怪談巡り（2025年6月26日配信分、Youtube）- ゲスト出演[9]